# Хэмилтон, Даг
Даглас «Даг» Тернбулл Хэмилтон (англ. Douglas "Doug" Turnbull Hamilton; род. 19 августа 1958, Торонто) — канадский гребец, выступавший за сборную Канады по академической гребле в 1980-х годах. Бронзовый призёр летних Олимпийских игр в Лос-Анджелесе, чемпион мира, победитель и призёр регат национального значения. Также известен как юрист и спортивный функционер.

## Биография
Даг Хэмилтон родился 19 августа 1958 года в городе Торонто провинции Онтарио, Канада.
В 1980 году окончил среднюю школу при Торонтском университете, затем учился в Университете Куинс в Кингстоне, где в 1983 году получил степень бакалавра права. Во время учёбы в университете состоял в команде по академической гребле, неоднократно принимал участие в различных студенческих регатах. Продолжил обучение по юридической специальности в Лондонской школе экономики и политических наук, где в 1987 году стал магистром права.
Дебютировал на взрослом международном уровне в сезоне 1983 года, когда вошёл в основной состав канадской национальной сборной и выступил на чемпионате мира в Дуйсбурге, где показал четвёртый результат в зачёте парных четвёрок.
Благодаря череде удачных выступлений удостоился права защищать честь страны на летних Олимпийских играх 1984 года в Лос-Анджелесе. В программе парных четвёрок вместе с партнёрами по команде Майком Хьюзом, Филом Монктоном и Брюсом Фордом в финале пришёл к финишу третьим позади экипажей из Западной Германии и Австралии — тем самым завоевал бронзовую олимпийскую медаль.
После лос-анджелесской Олимпиады Хэмилтон остался в составе гребной команды Канады на ещё один олимпийский цикл и продолжил принимать участие в крупнейших международных регатах. Так, в 1985 году в парных четвёрках он одержал победу на чемпионате мира в Хазевинкеле.
На мировых первенствах 1986 года в Ноттингеме и 1987 года в Копенгагене дважды подряд становился бронзовым призёром в той же дисциплине.
Находясь в числе лидеров канадской национальной сборной, благополучно прошёл отбор на Олимпийские игры 1988 года в Сеуле. Вновь стартовал в парных четвёрках, но на сей раз попасть в число призёров не смог — квалифицировался лишь в утешительный финал В и расположился в итоговом протоколе соревнований на девятой строке. Вскоре по окончании этой Олимпиады принял решение завершить спортивную карьеру.
Впоследствии в течение многих лет работал адвокатом в Торонто, занимался общественной деятельностью, проявил себя как функционер различных спортивных организаций, был членом канадской гребной федерации Rowing Canada, входил в состав участников организационного комитета Панамериканских игр в Торонто.
Женат на баскетболистке Линн Поулсон, тоже участвовавшей в Олимпиаде в Лос-Анджелесе. Их сыновья Дуги Хэмилтон и Фредди Хэмилтон стали известными хоккеистами, выступали на профессиональном уровне в НХЛ.